# 小行星16198
小行星16198（16198 Búzios）是一颗绕太阳运转的小行星，为主小行星带小行星。该小行星于2000年1月7日发现。

## 轨道参数
小行星16198的轨道半长轴为2.5713597 UA，离心率为0.174。